# Fredrik Nordström
Fredrik Nordström (Stoccolma, 5 gennaio 1967) è un produttore discografico e chitarrista svedese.

## Biografia
Fondatore dello Studio Fredman, un noto studio di registrazione svedese, negli anni novanta Nordström divenne uno dei principali produttori musicali del genere heavy metal, producendo svariati album per gruppi come gli At the Gates, gli Arch Enemy, i Nightrage, i Dark Tranquillity, gli In Flames, i Soilwork e gli Opeth.
Nel 1999 decise di formare una band per produrre la propria musica e fondò così i Dream Evil, che nel corso degli anni hanno pubblicato cinque album e due EP.

## Discografia (come produttore)
- Anthelion - Bloodshed Rebefallen
- Aqvilea - Beyond the Elysian Fields
- At the Gates - Terminal Spirit Disease, Slaughter of the Soul
- Arch Enemy - Black Earth, Stigmata, Burning Bridges, Burning Japan Live 1999, Wages of Sin, Rise of the Tyrant
- Armageddon - Crossing the Rubicon
- Bleed In Vain - Say Everything Will Be Fine (only guitars, bass and mixing)
- Bring Me the Horizon - Suicide Season
- Buried Dreams - Perceptions
- Coming Fall - Kill The Lights
- Contrive - The Meaning Unseen
- The Crown - Deathrace King
- Dark Lunacy - 'The Diarist'
- Dark Tranquillity - Of Chaos and Eternal Night, The Gallery, Enter Suicidal Angels, The Mind's I, Projector, Haven, Damage Done, Character (mixing)
- Darkest Hour - Hidden Hands of a Sadist Nation
- Dimmu Borgir - Puritanical Euphoric Misanthropia, Death Cult Armageddon, In Sorte Diaboli
- Dream Evil - Dragonslayer, Evilized, The Book of Heavy Metal, United
- Dragonlord - Black Wings of Destiny
- Eclipse Eternal - Ubermensch:Evolution Beyond The Species
- Eternal Oath - Righteous, Wither
- Evergrey - Torn
- Ever Since - Between Heaven and Hell
- Eyes of Noctum - Awakening
- Exhumation - Dance Across the Past, Traumaticon
- Firewind - The Premonition
- The Fifth Sun - The Moment of Truth, The Hunger to Survive
- HammerFall - Legacy of Kings, Glory to the Brave
- The Haunted - The Haunted, One Kill Wonder, rEVOLVEr
- The Hollow Earth Theory - Rise of Agarth
- I Killed the Prom Queen - Music for the Recently Deceased
- In Flames - Lunar Strain (engineering, mix), Subterranean (engineering), The Jester Race, Whoracle, Colony, Clayman
- Iron Fire - Blade Of Triumph
- Job for a Cowboy - Ruination (mixing only)
- LOK - Ord och inga visor (EP)
- Lord Belial - Enter the Moonlight Gate
- Lyzanxia - Unsu
- Malevolence - Martyrialized
- Memory Garden - Forever, Tides
- Misanthrope - Visionaire, Libertine Humiliations
- Nightrage - Sweet Vengeance, Descent Into Chaos, Wearing a Martyr's Crown
- Norther - Till Death Unites Us, N
- Old Man's Child - In Defiance of Existence, Vermin, Slaves of the World
- Opeth - My Arms, Your Hearse, Still Life, Blackwater Park (mix)
- Pagan's Mind - Celestial Entrance, Enigmatic: Calling
- Powerwolf - Return in Bloodred, Lupus Dei, Bible of The Beast
- Rotting Christ - Sanctus Diavolos (mastered)
- Sacrilege - Lost in the Beauty You Slay, The Fifth Season
- Septic Flesh - Revolution DNA, Sumerian Daemons, Communion
- Sinergy - Beware the Heavens, Suicide by My Side
- Skitsystem - Levande Lik
- SLUDGE - Yellow Acid Rain, Scarecrow Messiah
- Soilwork - The Chainheart Machine, Steelbath Suicide
- Spiritual Beggars - Mantra 3, Ad Astra
- Splitter - En Sorglig Historia
- Zonaria - The Cancer Empire
- Zyklon - Aeon